# William Duke
William Drexel Duke, genannt Bill Duke, (* 1958) ist ein US-amerikanischer Mathematiker, der sich mit Zahlentheorie (besonders analytischer Zahlentheorie) befasst.
Duke studierte an der University of New Mexico mit dem Bachelor-Abschluss und wurde 1986 an der New York University (Courant Institute) bei Peter Sarnak promoviert (Some problems in multidimensional analytic number theory). Er war Professor an der Rutgers University und ist seit 2000 Professor an der University of California, Los Angeles. 1990 wurde er Forschungsstipendiat der Alfred P. Sloan Foundation (Sloan Research Fellow).
Er befasst sich speziell mit der analytischen Theorie von L-Funktionen und automorphen Formen.

## Schriften
- als Herausgeber mit Yuri Tschinkel: Analytic Number Theory – a tribute to Gauß and Dirichlet, American Mathematical Society 2007
- Some old problems and new results about quadratic forms, Notices AMS, Februar 1997, Online
- Hyperbolic distribution problems and half integral weight Maass forms, Inv. Math., 92, 1988, 73–90
- mit John Friedlander, Iwaniec: Bounds on automorphic L-functions, 1,2, Inv. Math., 112, 1993, 1–8, und Inv. Math. 115, 1994, 219–239
- mit Rainer Schulze-Pillot: Representations of integers by positive ternary quadratic forms and equidistribution of lattice points on ellipsoids, Inv. Math., 99, 1990, 49–57
- Continued fractions and modular functions, Bulletin AMS, Band 42, 2005, S. 137–162, Online